# Крапля Лайман-альфа

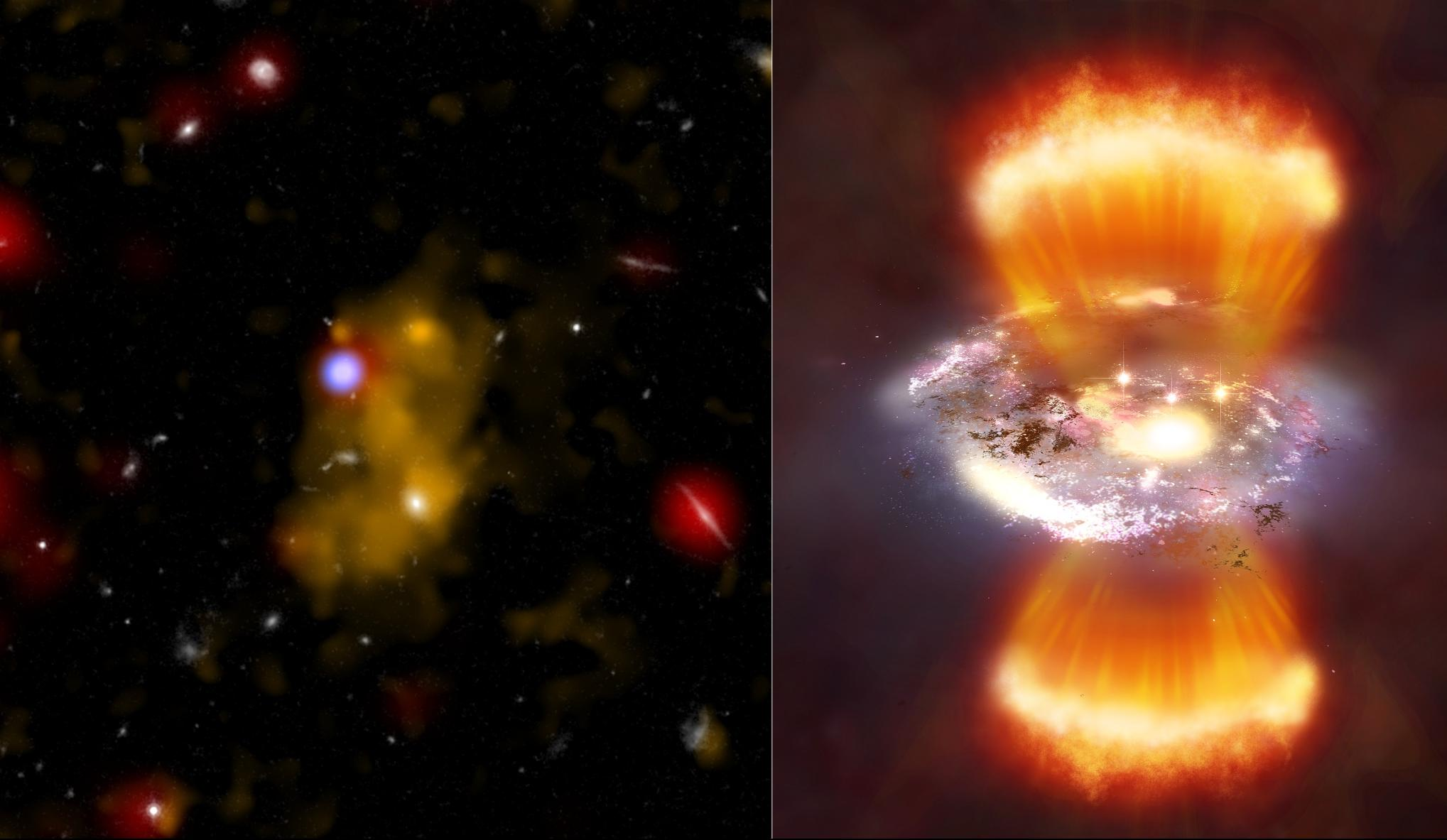
Гігантська крапля Лайман-альфа 1 (LAB-1, ліворуч) і художнє зображення того, як вона може виглядати, якщо дивитися з порівняно недалекої відстані (праворуч).

Крапля Лайман-альфа (англ. Lyman-alpha blob чи скор. LAB) — величезне скупчення газу, який випромінює на лінії випромінення Лайман-альфа. Такі краплі є одними з найбільших відомих окремих об'єктів у Всесвіті. Деякі з цих структур мають більше 400 000 світлових років у поперечнику. Досі вони спостерігалися тільки в частині Всесвіту з високим червоним зсувом, оскільки лінія випромінювання Лайман-альфа лежить в ультрафіолеті. Оскільки атмосфера Землі сильно поглинає ультрафіолет, фотони Лайман-альфа повинні мати великий червоний зсув, щоб через неї пройти.
Найвідоміші краплі Лайман-альфа виявили в 2000 році команда Стейдела. Команда Мацуди за допомогою телескопа «Субару» Національної астрономічної обсерваторії Японії розширили пошук нових крапель Лайман-альфа і знайшли більше 30 нових крапель у початковій ділянці досліджень команди Стейдела, хоча всі вони були менші, ніж перша крапля. Ці краплі формують структуру, яка має більше 200 мільйонів світлових років у обсязі. Наразі невідомо, чи такі краплі окреслюють ділянки з надмірною щільністю галактик у ділянці Всесвіту з високим червоним зсувом (радіогалактики з великим червоним зсувом часто мають розширені гало Лайман-альфа), також невідомий механізм, який спричиняє випромінення Лайман-альфа, і те, як краплі Лайман-альфа пов'язані зі сусідніми галактиками. Краплі Лайман-альфа можуть містити цінні підказки щодо того, як формуються галактики.
Наймасивніші краплі Лайман-альфа виявили команди, які очолювали Стейдел (2000), Френсіс (2001), Мацуда (2004), Дей (2005), Нільссон (2006)  та Сміт&Джарвіс (2007).

## Приклади
- Хіміко
- Крапля Лайман-альфа 1[8]

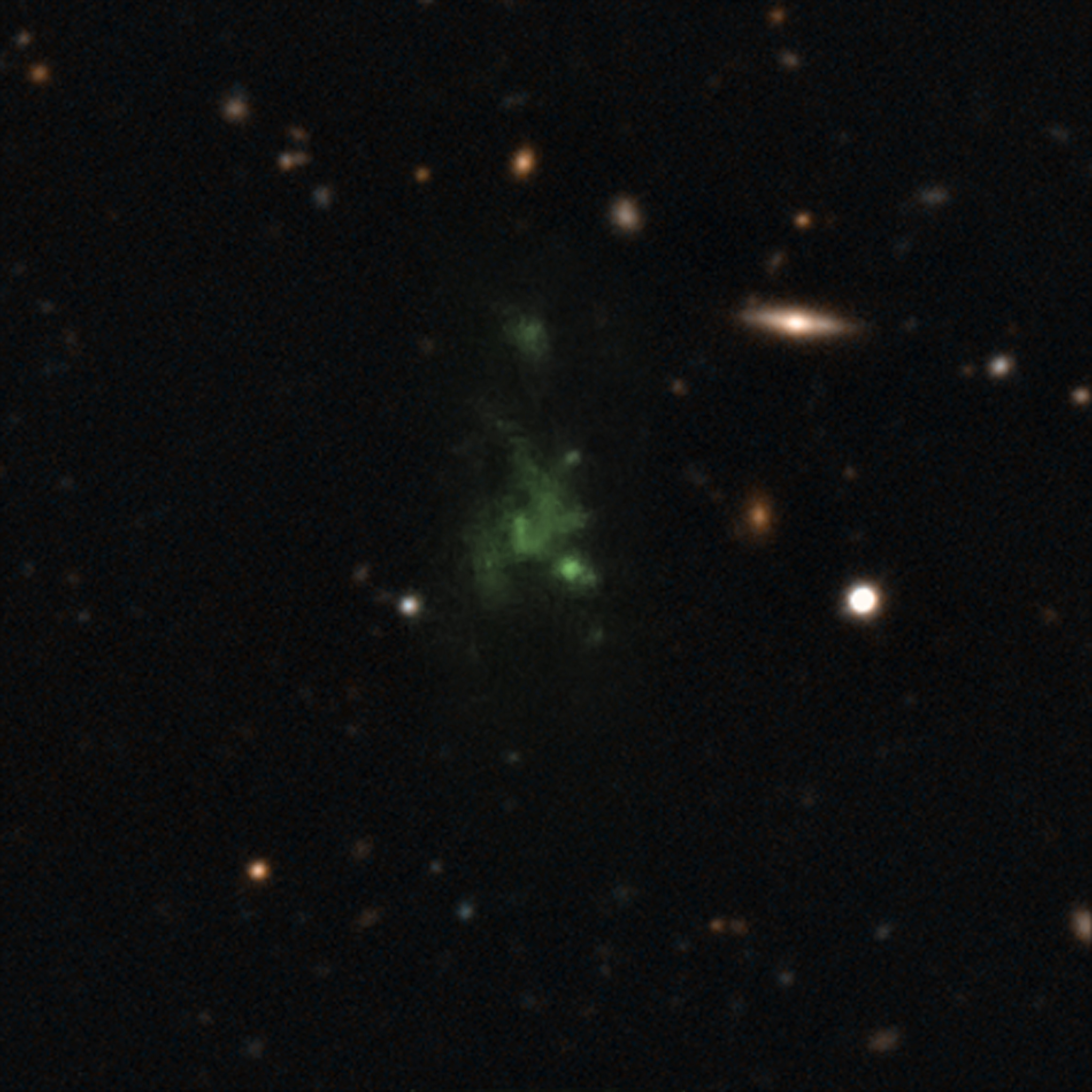
Композит з двох різних зображень Краплі Лайман-альфа-1 в сузір'ї Водолія, зроблених інструментом FORS на Дуже великому телескопі. Автори ЄПО/М. Хейес.

- EQ J221734.0+001701,  протокластер SSA22
- газова хмара довкола об'єкту Стрілець A*